# Suor Emanuelle
Suor Emanuelle è un film del 1977 diretto da Giuseppe Vari (accreditato come Joseph Warren) appartenente al filone della nunsploitation.
Il film fu fatto per cercare di cavalcare il successo della serie di Emanuelle nera, la cui protagonista è una fotoreporter interpretata sempre da Laura Gemser.

## Trama
Monica è la figlia d'un ricco commendatore. Un giorno questi la sorprende mentre sta amoreggiando con la matrigna Kris e decide di mandarla in un collegio di suore. Là Monica viene affidata a suor Nanà e a suor Emanuelle. Quest'ultima, prima di prendere i voti, era una donna disinibita: l'arrivo di Monica risveglia in lei ricordi e sentimenti sopiti legati al sesso.